# Andrew Norriss

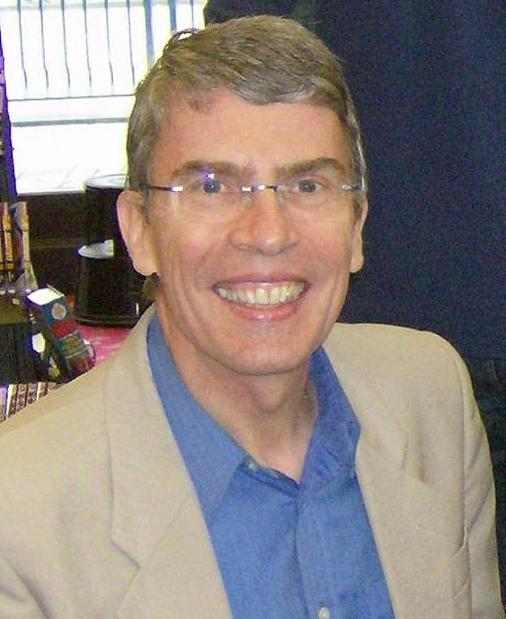
Andrew Norriss (2009)

Andrew Norriss (* 18. Oktober 1947 in Dingwall, Schottland) ist ein britischer Autor von Kinderbüchern.
Norriss besuchte das Trinity College in Dublin und arbeitete danach als Lehrer. 1982 begann er schriftstellerisch tätig zu werden.
Für Aquila erhielt er 1997 den Whitbread Book Award in der Kategorie Bestes Kinderbuch und 1998 einen Nestlé Smarties Book Prize.
Norriss lebt in England. Er ist verheiratet und hat zwei Kinder.

## Werke
- Woof! The Tale Wags On (1989)
- Woof! The Tales Gets Longer (1991)
- Woof! A Twist in the Tale (1992)
- Matt's Million (1995)
- Aquila (1997)
- Bernard's Watch (1999)
- The Touchstone (2004)
- The Unluckiest Boy in the World (2006)
- The Portal (2007)
- Ctrl-Z (2009) (dt.: Mit klick! zurück ISBN 978-3-473-36851-8)
- Aquila 2 (2010).
- I Don't Believe It, Archie! (2011).
- Archie's Unbelievably Freaky Week (2012).
- Jessica’s Ghost, 2015.
  - deutsch von Christiane Steen: Jessicas Geist. Rowohlt Taschenbuch Verlag, Reinbek bei Hamburg 2016, ISBN 978-3-499-21744-9.